# Conus tenuilineatus
Espèce
Statut de conservation UICN

 LC  : Préoccupation mineure
Conus tenuilineatus est une espèce de mollusques gastéropodes marins de la famille des Conidae.
Comme toutes les espèces du genre Conus, ces escargots sont prédateurs et venimeux. Ils sont capables de « piquer » les humains et doivent donc être manipulés avec précaution, voire pas du tout.

## Description
La taille de la coquille varie entre 18 mm et 29 mm.

## Distribution
Cette espèce est présente dans l'océan Atlantique au large de l'Angola.

### Niveau de risque d’extinction de l’espèce
Selon l'analyse de l'UICN réalisée en 2011 pour la définition du niveau de risque d'extinction, cette espèce est présente dans une zone où aucune menace actuelle n'est perçue. Des prospections pétrolières ont été réalisées le long de la côte angolaise et d'éventuelles explorations pétrolières pourraient avoir un effet sur la côte angolaise dans le futur, mais il n'y a pas de développement actuel de ces activités. Cependant, à l'heure actuelle, l'espèce a été classée dans la catégorie " préoccupation mineure ".

## Taxonomie

### Publication originale
L'espèce Conus tenuilineatus a été décrite pour la première fois en 2001 par les malacologistes Emilio Rolán (d) et Dieter Röckel (d) dans « Iberus »,.

### Synonymes
- Conus (Lautoconus) tenuilineatus Rolán & Röckel, 2001 · appellation alternative
- Varioconus tenuilineatus (Rolán & Röckel, 2001) · non accepté